# Wilhelm von Hellermann
Wilhelm Julius von Hellermann, auch Julius Wilhelm, (* 13. Oktober 1810 in Karzin; † 10. August 1889) war ein pommerscher Gutsbesitzer und preußischer Landrat und Politiker.

## Leben
Wilhelm Julius war Angehöriger des Adelsgeschlechts von Hellermann und der Sohn des Landrats Wilhelm Casimir von Hellermann. Er studierte Rechtswissenschaften und wurde 1831 Auscultator am Stadtgericht in Berlin. Seinen Militärdienst beendete er im Rang eines Hauptmanns. Er war ab 1837 Rittergutsbesitzer auf Klannin, ab 1841 auf Karzin, Ponicken und Reckow. 1841 wurde er von der Ritterschaft des Kreises Fürstenthum zum Stellvertreter für den Abgeordneten von Gerlach und später selbst zum Abgeordneten zum Provinziallandtag der Provinz Pommern gewählt. Von 1849 bis 1858 war er Landrat des Kreises Fürstenthum. Ab 1849 war er auch Mitglied der Zweiten Kammer und anschließend bis 1855 des Preußischen Abgeordnetenhauses. Im Jahre 1861 wurde er auf Präsentation des alten und des befestigten Grundbesitzes im Landschaftsbezirk Herzogtum Kassuben Mitglied des Preußischen Herrenhauses, dem er bis zu seinem Tod angehörte.